# David Jones Limited

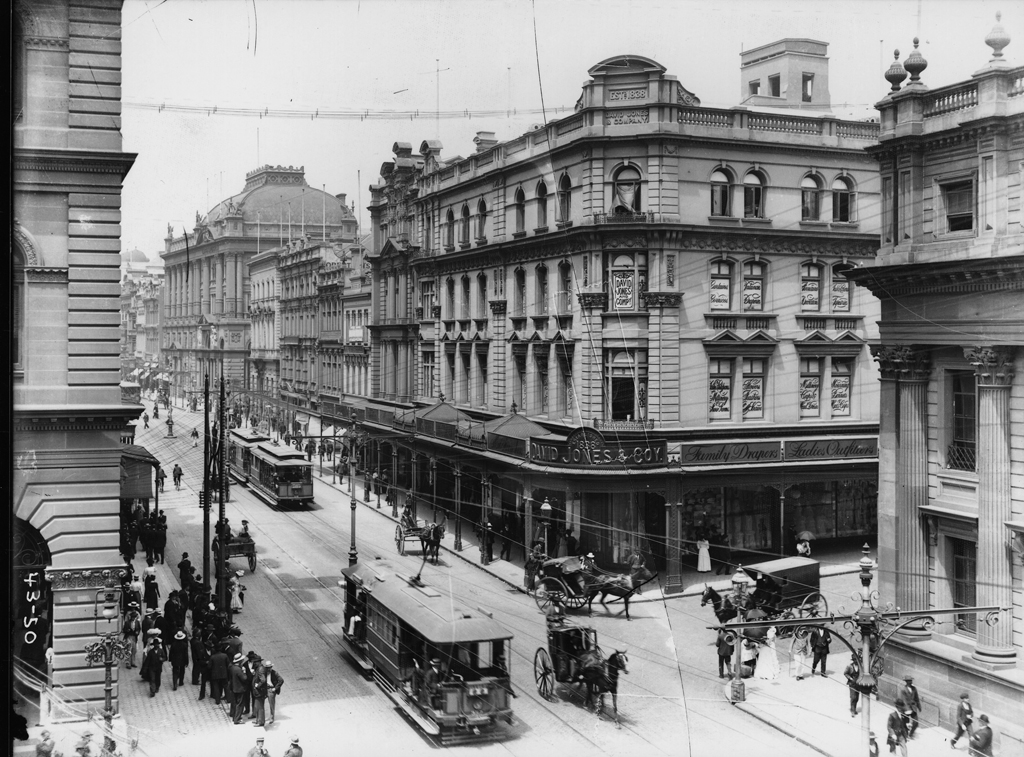
'David Jones and Coy'-winkel, hoek van George Street en Barrack Lane, circa 1900

David Jones Pty Limited, handelend onder de naam David Jones (in de volksmond DJ's), is een Australisch warenhuis dat sinds 2014 eigendom is van de Zuid-Afrikaanse retailgroep Woolworths Holdings Limited.
David Jones werd in 1838 opgericht door David Jones, een koopman uit Wales en later politicus, nadat hij naar Australië was geëmigreerd. Het warenhuis is het oudste nog bestaande warenhuis ter wereld dat nog steeds onder zijn oorspronkelijke naam handelt.
In 1980 verwierf de Adelaide Steamship Company een aanzienlijk belang in David Jones, wat uitmondde in een volledige overname. De recessie van het begin van de jaren negentig zorgde ervoor dat de warenhuisactiviteiten onder de naam "David Jones Limited" werden verkocht. De volgende twee decennia maakte het bedrijf turbulente tijden door, hetgeen leidde tot discussies over een fusie met Myer. Uiteindelijk werd het bedrijf in 2014 overgenomen door de Zuid-Afrikaanse retailgroep Woolworths Holdings Limited. In 2016 verkocht Woolworths de iconische Market Street-winkel uit 1938 en kondigde de verhuizing aan van het hoofdkantoor van David Jones naar Richmond, Victoria.
David Jones was van 1979 tot 2004 lid van de International Association of Department Stores.
In 2016 had David Jones 45 winkels in Australië. Uitgezonderd in Tasmanië en het Northern Territory was het in alle staten e territoria vertegenwoordigd. De belangrijkste concurrent van de keten is de grotere, duurdere warenhuisketen Myer. Op 28 juli 2016 opende David Jones zijn eerste winkel in Nieuw-Zeeland in Wellington na de aankoop van Kirkcaldie & Stains en op 21 november 2019 opende het zijn eerste winkel in Auckland in het nieuw ontwikkelde winkelcentrum Westfield Newmarket.